# Шидловский, Сергей Владимирович
Серге́й Влади́мирович Шидло́вский (1846, Воронежская губерния — 1912, Санкт-Петербург) — русский учёный, врач-гигиенист. Доктор медицины, профессор и академик Императорской Военно-медицинской академии. Основоположник одного из направлений в гигиенической науке.

## Биография
Родился 22 июня 1846 года в слободе Новохуторная (Благодатная, Сухочева) Бирюченского уезда Воронежской губернии (ныне село Новохуторное Красногвардейского района Белгородской области). Отец — Владимир Дмитриевич Шидловский (12.05.1816 — 1892) — из рода шляхтичей Шидловских, прямой потомок генерал-майора Фёдора Шидловского. Мать — Екатерина Арсеньевна Шидловская (урождённая Козлова). В семье Шидловских родилось одиннадцать детей, в их числе Михаил Владимирович Шидловский (1856—1921) и Николай Владимирович Шидловский (1843—1907).
Окончил в 1865 году 5-ю Санкт-Петербургскую гимназию и поступил в Медико-хирургическую академию, которую успешно окончил в 1871 году и был оставлен при кафедре. В 1872 году от медицинского департамента был командирован в Орловскую губернию для борьбы с холерой. Вернувшись в Петербург и успешно сдав экзамены на учёную степень, и в 1874 году получил место уездного земского врача в Тихвине. Работая в Тихвине, организовал массовую вакцинацию населения от оспы.
На III съезде врачей в Новгородской губернии в 1875 году выступил с докладом о предложении ввести должность санитарного врача в уезде.  Был делегатом съезда земских врачей 1875 года, выступил на съезде с докладом о противоэпидемической помощи населению и предотвращении массовых заболеваний. В том же 1875 году был прикомандирован медицинским департаментом вновь к Императорской Медико-хирургической академии.
С началом русско-турецкой войны С. В. Шидловский был направлен в Кавказский военный округ, где в 1877—1878 годах работал на перевязочных пунктах в горном Дагестане и в военных временных госпиталях в Карсе. Служил младшим врачом 84–го пехотного Ширванского полка.
В 1879 году вернулся в Медико-хирургическую академию, где занимался научными исследованиями под руководством профессора А. П. Доброславина. В 1881 году за сочинение «Очистка песком воды для питья в больших размерах» получил степень доктора медицины. Осенью 1881 года С. В. Шидловский работал земским врачом в Новоладожском уезде. В 1886 году был признан приват-доцентом по кафедре гигиены Военно-медицинской академии (так стала с 1881 года называться медико-хирургическая академия), а в 1890 году избран профессором гигиены, на кафедру, освободившуюся после смерти А. П. Доброславина.
В 1889 году председательствовал на заседаниях секции гигиены VIII Съезда русских естествоиспытателей и врачей в Санкт-Петербурге.
С 1890 года состоял членом Медицинского совета Министерства внутренних дел и губернской земской санитарной комиссии.
С 1891 года кафедрой гигиены и гигиенической лабораторией медицинской академии, которыми заведовал профессор С. В. Шидловский, под его руководством врачами было произведено и опубликовано более 20 экспериментальных исследований. В те же годы профессор Шидловский принимал активное участие в трудах «Русского общества охранения народного здравия», в котором состоит председателем одного из отделений.
В 1903 году был назначен членом военно-медицинского учёного комитета и удостоен звания академика Императорской военно-медицинской академии.
В 1906 году возглавлял санитарное направление работы «Комиссии по изысканиям и исследованию Ладожского озера и ключевых источников».
В 1908 году завершил преподавательскую деятельность, и в 1909 году подал в отставку.
Умер 4 (17) мая 1912 года. Похоронен в Санкт-Петербурге.

## Сочинения
- Объемный способ определения углекислоты в воздухе (Сообщ. д-ра Шидловского). — СПб.: типо-лит. П. И. Шмидта,1880. — 11 с.: ил.;
- Очистка песком воды для питья в больших размерах (докторская диссертация). — СПб.: Рус. скоропеч. (К.И. Куна), 1881. - [4], 139 с.;
- К вопросу о дезинфекции жилищ // Русская медицина. — 1885. — № 11;
- Меры обеззараживания на случай появления холеры // Врач. — 1885. — № 19;
- Обеззараживающее значение серных патронов // Врач. — 1885. — № 51;
- О значении некоторых способов обеззараживания жилищ оксидами азота // Врач. — 1886. — № 8; (отд. издание: / [Соч.] С. В. Шидловского; Из Гигиен. лаб. проф. А. П. Доброславина. — СПб.: тип. Я. Трей, ценз. 1886. — 16 с.)
- О сернистых окуриваниях // Врач. — 1886. — № 26;
- О поглощающих (всасывающих) колодцах // Врач. — 1897. — № 45;
- Организация и ход санитарных исследований Ладожского озера в 1905-1906 гг. — СПб.: Спб. гор. тип., 1908. — 15 с.